# Laureano López Rodó
Laureano López Rodó, född den 18 november 1920 i Barcelona, Spanien, död den 11 mars 2000 i Madrid, var en spansk jurist och politiker.

## Biografi
López Rodó var Spaniens utrikesminister under general Francisco Franco åren 1973-74. Han var en övertygad anhängare av europeisk integration och medlem i en katolsk lekmannaorden.